# Harald Finstad
Harald Finstad (15 maggio 1898 – 5 giugno 1992) è stato un calciatore norvegese, di ruolo portiere.

## Carriera

### Club
Finstad giocò con la maglia del Frigg.

### Nazionale
Giocò 2 partite per la Norvegia. Esordì il 19 giugno 1921, schierato titolare nella vittoria per 3-1 sulla Svezia.